# Maximilian von Soden-Fraunhofen

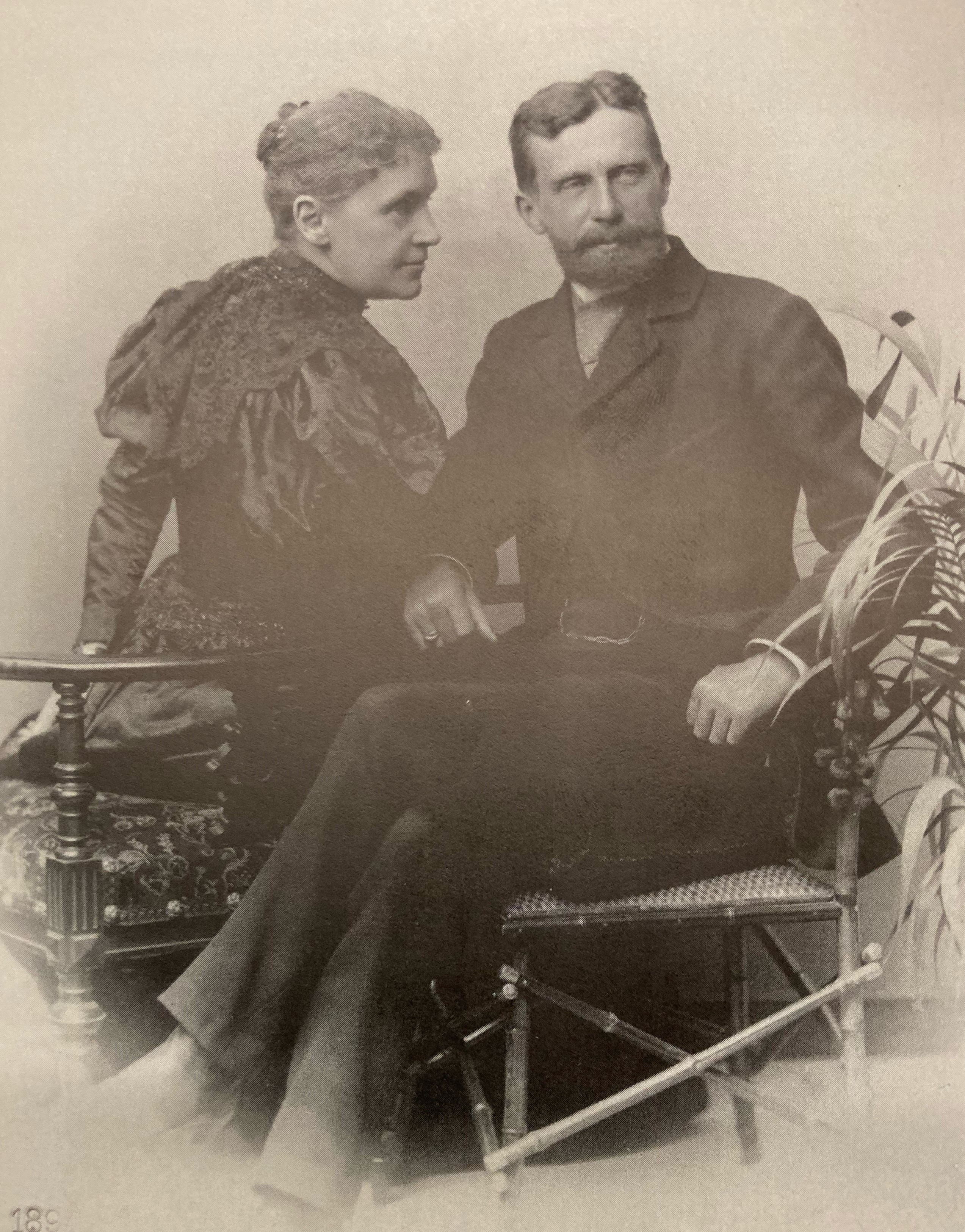
Franziska und Maximilian von Soden-Fraunhofen (1894)

Maximilian Graf von Soden-Fraunhofen (* 7. August 1844 in Ludwigsburg; † 22. Dezember 1922 in München) war ein bayerischer Gutsbesitzer und Politiker der Deutschen Zentrumspartei. Er war Mitglied des Reichstages (1874–1884), Mitglied der bayerischen Kammer der Abgeordneten (1875–1893) und Mitglied der bayerischen Kammer der Reichsräte (1895–1918). Von 1912 bis 1916 amtierte er als Innenminister Bayerns.

## Leben und Wirken
Soden (seit 1869 Soden-Fraunhofen) wurde als Sohn des Regierungspräsidenten von Ludwigsburg August von Soden und dessen Frau Helene, die aus dem oberpfälzischen Grafengeschlecht der Drechsel-Deuffstetten stammte, geboren. Er studierte Rechtswissenschaft an den Universitäten Tübingen, Berlin und München, wo er 1868 das theoretische Staatsexamen ablegte. In Tübingen war Soden am 15. Juli 1864 im Corps Suevia Tübingen recipiert worden. Schon in Tübingen begegnete er erstmals Kronprinz Ludwig, mit dem er Mitte der 1860er Jahre an der Akademie für Forst- und Landwirthe zu Tharandt studierte und dem er lebenslang freundschaftlich verbunden bleiben sollte. Nach Abschluss des Studiums arbeitete Soden kurzzeitig als Rechtspraktikant in München und Vilshofen.
Nach dem Tod seines Großonkels Carl August von Fraunhofen (1794–1865) übernahm Soden dessen Erbe, das Fideikommiss Neufraunhofen in Niederbayern, wohin er 1867 übersiedelte. Er baute das Gut, das er zunächst teilweise verpachtete und seit den 1890er Jahren in eigener Regie bewirtschaftete, zu einem landwirtschaftlichen Mustergut aus, zu dem auch zwei rentable Brauereien gehörten. Soden entwickelte sich zu einem der einflussreichsten Agrarpolitiker seiner Zeit, in dessen Person sich eine Vielzahl wichtiger Ämter in Verbänden und Kreditorganisationen verbanden: So war er Präsident des Landwirtschaftlichen Vereins, Vizepräsident des Deutschen Landwirtschaftsrates, Aufsichtsratsvorsitzender der Bayerischen Landwirtschaftsbank und der Zentraldarlehenskasse der landwirtschaftlichen Genossenschaften, erster Direktor des Landesverbandes der Darlehenskassen und Aufsichtsrat der Süddeutschen Bodenkreditbank.
Soden-Fraunhofen kandidierte 1871 erstmals für den Reichstag, unterlag im Wahlkreis Pfarrkirchen aber einem liberalen Mitbewerber. Bei den Reichstagswahlen 1874 gewann er den Reichstagswahlkreis Oberbayern 5 (Wasserburg am Inn) in dem er 1877, 1878 und 1881 wiedergewählt wurde. Gefördert durch Georg von Franckenstein, den Vorsitzenden der Zentrumsfraktion, stieg Soden-Fraunhofen schnell in den Führungszirkel der Reichstagsfraktion auf. Im Reichstag widmete er sich der Sozialgesetzgebung, insbesondere der landwirtschaftlichen Unfallversicherung, und setzte sich gemeinsam mit Franckenstein für die Verstärkung des Föderalismus im Reich ein. Radikale Positionen, die die Legitimität des Reiches bestritten, wie sie von Georg Ratzinger vertreten wurden, der der Fraktion 1877/78 für kurze Zeit angehörte, lehnte Soden-Fraunhofen mit Franckenstein und Ludwig Windthorst entschieden ab. Im Septennatsstreit 1886/87 bemühte sich Soden-Fraunhofen als ehemaliger Abgeordneter erfolglos, seine freundschaftliche Beziehung zu Franckenstein zu nutzen, um für die Zustimmung der Zentrumsfraktion zur Militärvorlage zu werben.
Im Juli 1875 wurde Soden-Fraunhofen im Wahlkreis Wasserburg in die Kammer der Abgeordneten des Bayerischen Landtags gewählt, 1881 und 1887 konnte er sich im Wahlkreis Freising durchsetzen. Innerhalb der patriotischen Landtagsfraktion (seit 1887 Zentrumsfraktion) kann er dem „sehr gemäßigten Flügel“ zugerechnet werden. So lehnte er nach den Wahlen von 1881 die von Alois Rittler verfochtene Oppositionsstrategie entschieden ab, die darauf abzielte, den Rücktritt der königlichen Minister durch kollektive Mandatsniederlegung zu erzwingen. Als aber das Ministerium Lutz im April 1886 bei den Landtagsfraktionen sondieren ließ, ob der Landtag in der Verschuldungskrise Ludwigs II. helfen würde, gehörte Soden-Fraunhofen zu den zu Rate gezogenen patriotischen Abgeordneten, die eine Unterstützung verweigerten. Bei den Wahlen zur Abgeordnetenkammer im Juli 1893, die durch die Krise der Landwirtschaft und die Agitation des Bayerischen Bauernbunds geprägt waren, unterlag Soden-Frauenhofen in seinem Freisinger Wahlkreis.
Im September 1895 wurde Soden-Fraunhofen zum Reichsrat auf Lebenszeit ernannt und gehörte der Kammer der Reichsräte bis zu deren Ende 1918 an. Von 1907 bis 1912 war er Vorsitzender des einflussreichen Finanzausschusses der Kammer. Seine politischen Schwerpunkte setzte er auch als Reichsrat in den Bereichen Sozial-, Wirtschafts-, Verkehrs- und Agrarpolitik. Auf diesen Feldern wurde Soden-Fraunhofen als konservativer Vertreter einer staatsinterventionistischen, landwirtschaftsfreundlichen und sozialpolitisch aufgeschlossenen Politik zum großen Gegenspieler Adolf von Auers, dem einflussreichsten Vertreter des Wirtschaftsliberalismus in der Kammer.
Im Februar 1912 wurde Soden-Fraunhofen zum bayerischen Innenminister berufen. Er trat in die Regierung Georg von Hertlings ein, der Clemens von Podewils-Dürniz als Vorsitzender im Ministerrat abgelöst hatte. Hertlings Ernennung bedeutete, dass in Bayern erstmals seit 1869 ein Vertreter der Partei, die in der Abgeordnetenkammer die Mehrheit stellte, die Regierung führte. Hertling selbst wollte darin ausdrücklich keine Parlamentarisierung des politischen Systems sehen und berief ein Beamtenkabinett, dem mit Innenminister Soden-Fraunhofen nur ein weiterer profilierter Zentrumspolitiker angehörte. Dieser geriet in den ersten Kriegsjahren in einen Konflikt mit dem Kriegsminister Otto Kreß von Kressenstein, der für die Pressezensur zuständig war. Soden-Fraunhofen war als Innenminister für die Ernährungslage im Krieg verantwortlich und wurde seit 1915/16 in der liberalen und sozialdemokratischen Presse bezichtigt, die Interessen der Landwirtschaft einseitig zu bevorzugen. Er sah dadurch die Staatsautorität untergraben und forderte Zensurmaßnahmen, die Kreß aber ablehnte. In dem entstandenen Streit fühlte sich Soden-Fraunhofen von seinen Ministerkollegen nicht unterstützt, insbesondere auch von Hertling selbst, weshalb er Anfang Dezember 1916 zurücktrat.
Maximilian von Soden-Fraunhofen war seit 1869 mit Franziska von Aretin auf Haidenburg verheiratet und somit Schwiegersohn von Peter Karl von Aretin. Er starb 1922, verbittert durch die Novemberrevolution 1918, in seiner Münchner Stadtwohnung in der Theatinerstraße an den Folgen einer Lungenentzündung.

## Ehrungen
Für seine Verdienste wurde Soden-Fraunhofen 1905 durch Prinzregent Luitpold von Bayern mit dem Komturkreuz des Verdienstordens der Bayerischen Krone ausgezeichnet, 1914 durch König Ludwig III. mit dem Großkreuz des Verdienstordens vom Heiligen Michael. 1916 erhob ihn Ludwig III. in den erblichen Grafenstand. Zudem war er Träger des Großkreuzes des päpstlichen Gregoriusordens und Ehrendoktor der Technischen Hochschule München. Er war Bayerischer Staatsrat und trug den Titel Exzellenz.